# Hydroxyde de cobalt(II)
L'hydroxyde de cobalt(II) est un composé chimique de formule Co(OH)2. Il se présente sous la forme d'une poudre rouge rosé, la plus stable, ou bien sous la forme d'une poudre bleu-vert, moins stable. Il cristallise avec la même structure que la brucite Mg(OH)2 ou que l'iodure de cadmium CdI2. On l'utilise comme additif de séchage pour les peintures, vernis et encres, dans la préparation d'autres composés du cobalt, comme catalyseur, dans la fabrication d'électrodes de batterie et dans la fermentation lactique en industrie.
De l'hydroxyde de cobalt(II) précipite lorsque l'on ajoute un hydroxyde alcalin à une solution aqueuse d'ions Co2+ :
CoCl2 (aq) + 2 NaOH → Co(OH)2 ↓ + 2 NaCl.
L'hydroxyde de cobalt(II) se décompose à 168 °C sous vide en oxyde de cobalt(II) CoO et s'oxyde à l'air libre pour former de l'hydroxyde de cobalt(III) Co(OH)3. Au-dessus de 300 °C, sa décomposition thermique à l'air libre conduit à l'oxyde de cobalt(II,III) Co3O4,.
Tout comme l'hydroxyde de fer(II), l'hydroxyde de cobalt(II) est avant tout un hydroxyde basique, même si, en solution acide, il peut former l'ion hexaaquacobalt(II) [Co(H2O)6]2+ faiblement acide de couleur rouge. En solution fortement basique, il accepte d'autres anions hydroxyde OH− pour former les anions cobaltate(II) bleu foncé [Co(OH)4]2− et [Co(OH)6]4−.